# Clavaria tortuosa
Clavaria tortuosa är en svampart som beskrevs av L.D. Gómez 1972. Clavaria tortuosa ingår i släktet Clavaria och familjen fingersvampar.   Inga underarter finns listade i Catalogue of Life.